# Brenda Elder
Brenda Elder é uma atriz inglesa, mais lembrada por seu papel como Elsie Seddon, a mãe de Sally Webster, em Coronation Street, de 1986 a 1997.

## Papéis na televisão
- Coronation Street (10 papéis):
  - Waitress (1964; 1 episódio)
  - Customer (1967; 1 episódio)
  - Mrs Bolan (1968; 1 episódio)
Bride (1968; 1 episódio)
  - Flo (1972; 1º episódio)
  - Mrs. Hillkirk (1973; 1 episódio)
  - Eunice Wheeler[2] (1975; 2 episódios)
  - Woman in Corridor (1978; 1 episódio)
  - Mrs. Mossop (1983; 1 episódio)
  - Elsie Seddon (1986, 1989, 1990-91, 1997; 12 episódios)
- A Touch of Grace:
  - Guest Star (1973; 1 episódio)
- Brookside:
  - Barbara Black (1986)
- How We Used To Live:
  - Sarah Selby (1984-85; 8 episódios)
- Heartbeat:
  - Agnes (1998; 1 episódio)